# Phyllanthus fangchengensis
Phyllanthus fangchengensis är en emblikaväxtart som beskrevs av Ping Tao Li. Phyllanthus fangchengensis ingår i släktet Phyllanthus och familjen emblikaväxter. Inga underarter finns listade i Catalogue of Life.